# 32 км (зупинний пункт, Південна залізниця)
32 кіломе́тр — пасажирський залізничний зупинний пункт Полтавської дирекції Південної залізниці на електрифікованій лінії Полтава-Південна — Берестин між станціями Селещина (11 км) та Карлівка (16 км). Розташований у східній частині селища Машівка Полтавського району Полтавської області.

## Пасажирське сполучення
На Платформі 32 км зупиняються приміські електропоїзди сполученням Полтава — Лозова.